# Julija Samojłowa
Julija Olegowna Samojłowa (ros. Юлия Олеговна Самойлова; ur. 7 kwietnia 1989 w Uchcie) – rosyjska piosenkarka i kompozytorka, zdobywczyni drugiego miejsca w trzeciej edycji programu Faktor A (2013), reprezentantka Rosji w 63. Konkursie Piosenki Eurowizji w Lizbonie (2018).

## Życiorys

### Wczesne lata
Urodziła się 7 kwietnia 1989 w Uchcie, ówcześnie położonej na terytorium Rosyjskiej Federacyjnej SRR.
W wieku 13 lat zdiagnozowano u niej rdzeniowy zanik mięśni, wskutek czego od tamtej pory porusza się na wózku inwalidzkim. Wielokrotnie podkreślała w wywiadach, że jej chorobę spowodowały powikłania po zaszczepieniu przeciwko polio, jednak takie wyjaśnienia zostały podważone przez ekspertów medycznych, którzy wykluczyli możliwość spowodowania choroby o czysto genetycznym podłożu, jaką jest rdzeniowy zanik mięśni przez jakiekolwiek szczepienie.
Po skończeniu liceum studiowała psychologię na akademii humanistycznej w Uchcie, jednak studiów tych nie ukończyła.

### Kariera
Jako kilkuletnia dziewczynka występowała na dziecięcych konkursach muzycznych. W późniejszych latach występowała w restauracji w rodzinnej Uchcie.

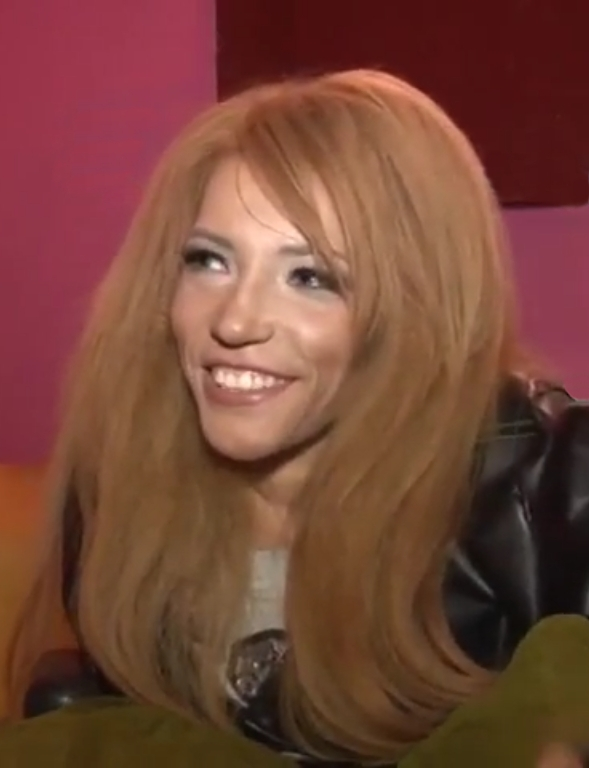
Julija Samojłowa, 2014

W 2003 została laureatką ogólnorosyjskiego festiwalu На крыльях мечты (pol. "Na skrzydłach snu") w Moskwie. Dwa lata później zdobyła pierwszą nagrodę za występy w projektach muzycznych w Muromie i Jekaterynburgu.
W 2008 założyła zespół rockowy TerraNova, który działał do 2010. W 2013 wzięła udział w przesłuchaniach do trzeciej edycji programu Faktor A, będącego rosyjską wersją formatu The X Factor. Na etapie castingowym zaprezentowała swoją interpretację piosenki „Molitva” Marii Šerifović i zakwalifikowała się do kolejnego etapu. Trafiła do drużyny „Od 16 do 25 roku życia” Romana Jemieljanowa i ostatecznie dotarła do finału, w którym zajęła drugie miejsce. W finale otrzymała statuetkę Złotej Gwiazdy im. Ałły Pugaczowej.
W 2014 wystąpiła podczas ceremonii otwarcia Zimowych Igrzysk Paraolimpijskich 2014 w Soczi.

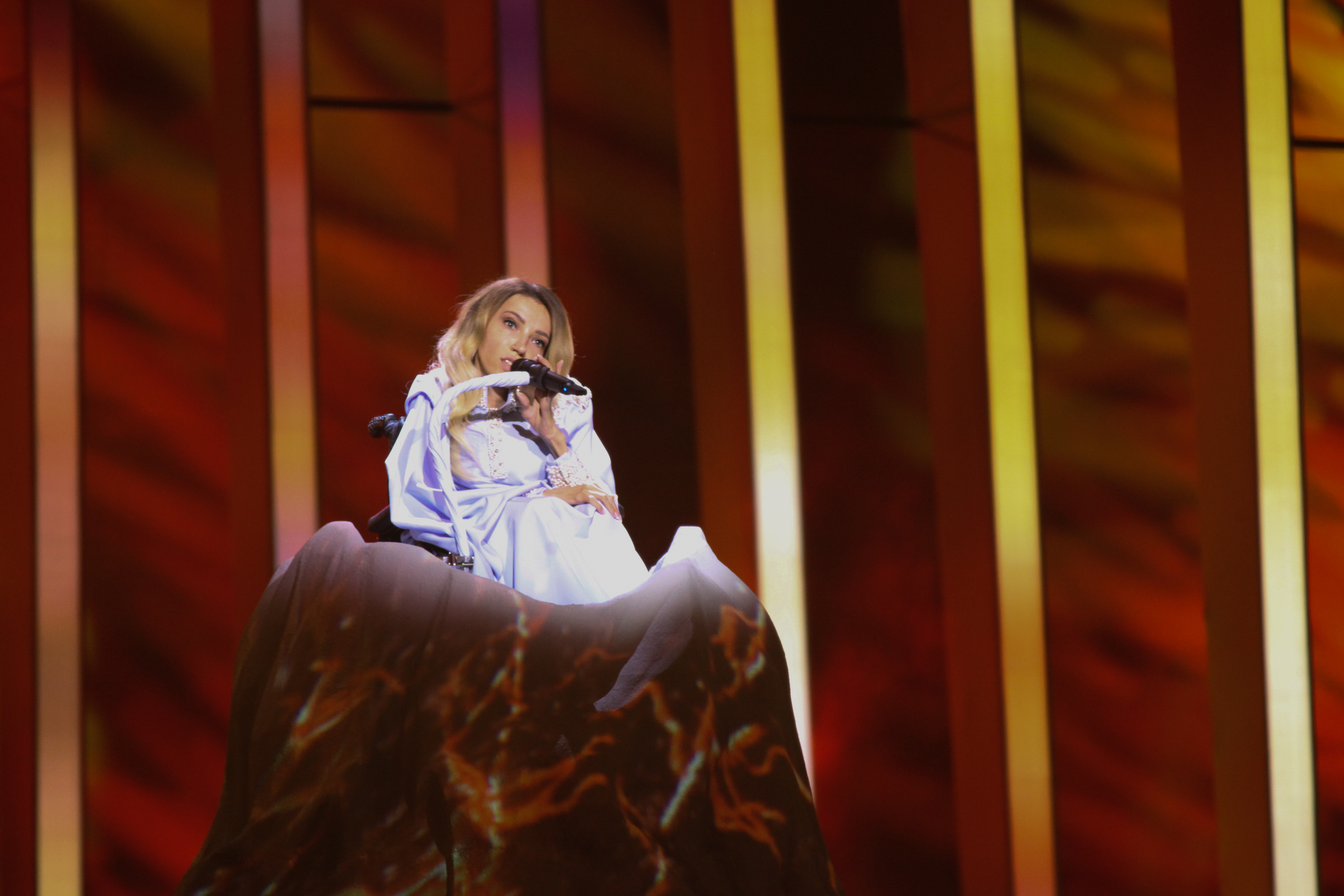
Julija Samojłowa podczas prób do występu w 63. Konkursie Piosenki Eurowizji, maj 2018

12 marca 2017 została ogłoszona reprezentantką Rosji z piosenką „Flame Is Burning” w 62. Konkursie Piosenki Eurowizji w Kijowie. Wybór rosyjskiej telewizji spotkał się z mieszanymi reakcjami wśród fanów Eurowizji. Dzień później pojawiły się informacje, jakoby Samojłowa miała zostać niewpuszczona na teren Ukrainy, a nawet aresztowana z powodu nielegalnego (w myśl ukraińskiego prawa) wjazdu na teren Krymu w 2015. Sama zainteresowana tłumaczyła wizytę na terenach uznawanych za okupowane faktem grania tam koncertu. 22 marca ogłoszono, że piosenkarka otrzymała zakaz wjazdu na teren Ukrainy przez okres trzech lat, a tym samym nie wystąpi w Konkursie Piosenki Eurowizji w Kijowie. Tego samego dnia EBU poinformowała, że zaoferowała rosyjskiemu nadawcy udział piosenki w konkursie oraz transmisję jej występu za pośrednictwem satelity. Ten jednak odrzucił ofertę. 13 kwietnia EBU wystosowała oświadczenie, w którym potwierdziła wycofanie się Rosji z udziału.
W styczniu 2018 została ogłoszona reprezentantką Rosji z piosenka „I Won’t Break” w 63. Konkursie Piosenki Eurowizji w Lizbonie. 10 maja wystąpiła jako szósta w kolejności w drugim półfinale i zajęła 15. miejsce, nie kwalifikując się do finału. Została tym samym pierwszą w historii reprezentantką Rosji, która nie wzięła udziału w finale konkursu.

### Życie prywatne
Jej mężem jest kompozytor Aleksiej Taran.